# Fritz Ecker
Friedrich „Fritz“ Ecker (* 5. März 1892 in Furth im Wald, Oberpfalz; † um 1978) war ein deutscher politischer Funktionär (SPD).

## Leben und Tätigkeit
Ecker war der Sohn eines Schneidermeisters, der zu einer in der Oberpfalz alteingesessenen Familie gehörte. Von 1905 bis 1908 absolvierte er eine kaufmännische Lehre. Anschließend arbeitete er als städtischer Angestellter in Furth.  1914 heiratete er Rosa Blobner (1892–1962), mit der er die Töchter Anna (* 1914), verh. Tragsdorf, und Gisela (* 1916), verh. Klein, hatte.
Zu Beginn des Ersten Weltkriegs meldete Ecker sich als Kriegsfreiwilliger. Er kam als Infanterist und MG-Schütze zum Einsatz. Ab 1914 gehörte dem 7. bayrischen Reserve-Infanterie-Regiment an: Am 9. Mai 1915 wurde er in der Schlacht an der Loretto-Höhe und am 8. Mai 1917 bei der Erstürmung von Fesnoy, südlich von Arras, verwundet. Später kämpfte er mit dem 13. bayrischen Reserve-Infanterie-Regiment an der russischen Front. Am 18. Dezember 1918 wurde er aus der Armee entlassen.
Nach dem Krieg schloss er sich der Sozialistischen Arbeiterjugend (SAJ) und der Sozialdemokratischen Partei Deutschlands an, für die er von Juni 1919 bis Juni 1920 der Stadtverordnetenversammlung von Furth angehörte.
Von 1920 bis 1933 bekleidete Ecker die Position des Sekretärs des SPD-Bezirks Oberpfalz in Weiden. Gleichzeitig war er Stadtverordneter von Weiden und Mitglied des Kreis- und des Bezirkstags.
Nach dem Machtantritt der Nationalsozialisten wurde Ecker mehrfach in Schutzhaft genommen. Unter anderem verbrachte er einige Monate im KZ Dachau, wo er am 1. Juli 1933 eintraf. Eigenen Angaben zufolge erhielt er die Gefangenennummer 2463. Zum Jahresende wurde er wieder entlassen, wobei er die Auflage zu erfüllen hatte, sich täglich bei der Polizei zu melden.
1934 entzog Ecker sich einer erneuten Verhaftung durch Flucht in die Tschechoslowakei. Dort wirkte er an dem Pamphlet Konzentrationslager. Ein Appell an das Gewissen der Welt, einem der ersten Bücher, die zu dieser Zeit von der deutschen Exil-Publizistik über die Gräuel in den nationalsozialistischen Konzentrationslagern verfasst wurden, mit, zu dem er den Bericht „Die Hölle von Dachau“ beisteuerte, in dem er seine Erlebnisse im Konzentrationslager Dachau wiedergab bzw. weitere ihm dort zur Kenntnis gelangten Informationen über die Verhältnisse und Vorgänge innerhalb des Lagers beschrieb.
Als im September 1938 im Zuge der Sudetenkrise einige Gebiete der Tschechoslowakei von Deutschland annektiert wurden, übersiedelte Ecker nach Stockholm. Dort gehörte er der Ortsgruppe Stockholm-Vororte der Exil-SPD an. Außerdem war er Leiter der Kameradschaftsvereinigung ehemaliger politischer Gefangener und Herausgeber der Gruppenzeitung dieses Verbandes Das Graue Korps, die von Oktober 1942 bis Februar 1945 erschien.
Innerhalb der Exil-SPD gehörte Ecker zunächst dem rechten Flügel an. Im März 1945 trat er nach einem Konflikt mit Kurt Heinig jedoch zum linken Flügel über und wechselte in die entsprechend orientierte SPD-Ortsgruppe Stockholm über.
Von den Nationalsozialisten wurde Ecker derweil ausgebürgert und – da man ihn in Großbritannien vermutete – im Frühjahr 1940 vom Reichssicherheitshauptamt auf die Sonderfahndungsliste G.B. gesetzt, ein Verzeichnis von Personen, die im Falle einer erfolgreichen Invasion und Besetzung der britischen Insel von Sonderkommandos der SS automatisch und vorrangig verhaftet werden sollten.
Im Januar 1946 wurde Ecker mit dem ersten Repatriantentransport über Lübeck nach Weiden gebracht. Dort wurde er von der amerikanischen Besatzungsverwaltung als Leiter des Arbeitsamtes eingesetzt und als Regierungsrat in den Staatsdienst genommen.
Am 1. September 1945 beteiligte Ecker sich an der inoffiziellen Neugründung der SPD in Weiden, die formal nach der Wiederzulassung durch die US-Militärregierung Ende Dezember 1945 vollzogen wurde.
Bei den Stadtratswahlen in Weiden am 26. Mai 1946 war Ecker einer von zehn SPD-Kandidaten, die in das 28 Sitze fassende Vertretungsgremium gewählt wurden (16 CSU, 10 SPD, 1 KPD, 1 Parteilos). Ansonsten entfaltete er nach 1945 jedoch keine politische Tätigkeit mehr.
Zuletzt ist Ecker 1978 als Pensionär in Weiden nachweisbar.

## Schriften
- „Die Hölle von Dachau“, in: Konzentrationslager. Ein Appell an das Gewissen der Welt. Ein Buch der Greuel. Die Opfer klagen an, Karlsbad 1934, S. 13–53